# Chrysolina americana
Chrysolina americana (Linnaeus, 1758) è un coleottero appartenente alla famiglia Chrysomelidae.

## Descrizione

### Adulto
C. americana si presenta come un insetto dalla forma ovale e bombata, di dimensioni medio-piccole, oscillanti tra i 7 e i 9 mm di lunghezza.. Le elitre sono verde metallico, con ciascuna cinque strie verticali color rosso metallico.

## Biologia
Gli adulti compaiono a primavera e si possono facilmente trovare sopra gli steli di rosmarino. Sono fitofagi e di abitudini diurne.
Le larve si sviluppano in autunno e in inverno.

## Distribuzione
Chrysolina americana si può reperire nell'Europa meridionale, dalla Penisola iberica alla Grecia comprendendo anche l'Italia e le Isole mediterranee.